# Team HTC-Highroad

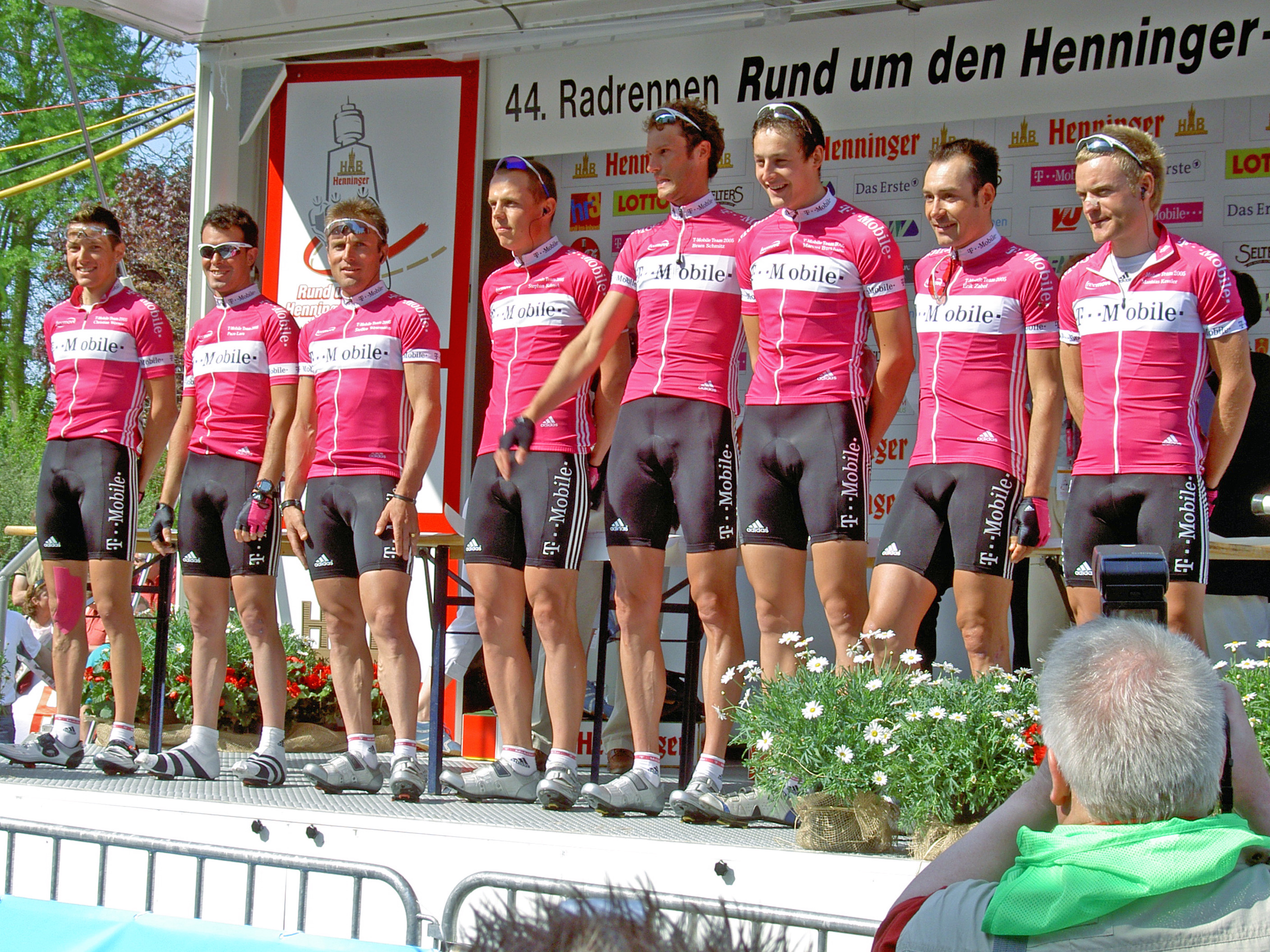
Några medlemmar i laget år 2005

Team Columbia - HTC (fram till 2003 känd som Team Telekom och sedan T-Mobile Team; Team High Road från november 2007 till juni 2008) är ett cykelstall som tillhör UCI ProTour och är registrerat i USA. De var fram tills säsongen 2008 sponsrade av Tysklands största telefonbolag T-Mobile. Laget började utvecklades i början av 1990-talet från ett cykelstall i Stuttgart. Snart tog dock Telekom över. De körde Tour de France första gången 1995, men vid det tillfället tog man även med några cyklister från det tyska ZG Mobili-stallet.
Inför 2008 bestämde sig sponsorn T-Mobile att avsluta sitt sponsorskap med anledning av dopningsproblematiken inom cykelsporten. Stallet valde trots det att fortsätta men eftersom de inte hunnit skaffa en huvudsponsor inför 2008 valde de att kalla sig Team High Road, vilket var namnet på organisationen som äger stallet, tills de hittade en ny sponsor. Inför Tour de France 2008 hittade stallet en ny huvudsponsor i Columbia Sportswear Company, som tillverkar kläder inriktat på friluftsliv.
De största vinsterna hittills har varit segern i Tour de France med Bjarne Riis (1996) och Jan Ullrich (1997). Cyklisten Erik Zabel vann den gröna poängtröjan sex gånger.
Under säsongen 2007 berättade många cyklister som cyklade för Team Telekom under mitten av 1990-talet att de hade dopat sig under sina år i stallet. Bland annat berättade Bjarne Riis, att han och många av sina stallkamrater hade varit dopade när han vann Tour de France 1996. Men även Erik Zabel, Rolf Aldag, Brian Holm, Bert Dietz, Udo Bölts och Christian Henn förklarade att de hade dopat sig under delar av sina karriärer. Många av cyklister berättade också att de hade varit dopade under Tour de France 1997 när lagets cyklist Jan Ullrich vann loppet. Lagets dåvarande doktorer Andreas Schmid och Lothar Heinrich berättade att de hade hjälpt cyklisterna att dopa sig.
Under Tour de France 2008 och Tour de France 2009 vann stallets cyklist britten Mark Cavendish inte mindre än tio etappsegrar totalt. Fyra 2008 och sex 2009. Stallet tog även i övrigt många segrar och blev det segerrikaste stallet i Pro Tour båda åren. Under Giro di Italia 2009 vann laget det inledande lagtempot vilket innebar att stallets cyklister Mark Cavendish och Thomas Lövkvist fick köra i rosa ledartröja några etapper var.
Edvald Boasson Hagen vann senare en etapp i tävlingen, och senare bland annat två etapper under Polen runt, tidigare hade han segrat i Gent-Wevelgem. Cavendish vann 4 etapper i Girot innan han avbröt tävlingen.

## Team Columbia - HTC 2010
| Namn                | Födelsedatum | Land           | Stall 2009             |
| ------------------- | ------------ | -------------- | ---------------------- |
| Michael Albasini    | 10.12.1980   | Schweiz        |                        |
| Lars Ytting Bak     | 16.01.1980   | Danmark        | Team Saxo Bank         |
| Mark Cavendish      | 21.05.1986   | Storbritannien |                        |
| Gert Dockx          | 04.07.1988   | Belgien        |                        |
| Bernhard Eisel      | 17.02.1981   | Österrike      |                        |
| Jan Ghyselinck      | 24.02.1988   | Belgien        | Beveren 2000           |
| Matthew Goss        | 05.11.1986   | Australien     | Team Saxo Bank         |
| Bert Grabsch        | 19.06.1975   | Tyskland       |                        |
| André Greipel       | 16.07.1982   | Tyskland       |                        |
| Patrick Gretsch     | 07.04.1987   | Tyskland       | Thüringer Energie Team |
| Rasmus Guldhammer   | 09.03.1989   | Danmark        | Team Capinordic        |
| Adam Hansen         | 11.05.1981   | Australien     |                        |
| Leigh Howard        | 18.10.1989   | Australien     | Team AIS               |
| Craig Lewis         | 01.10.1985   | USA            |                        |
| Tony Martin         | 23.04.1985   | Tyskland       |                        |
| Maxime Monfort      | 14.01.1983   | Belgien        |                        |
| Marco Pinotti       | 25.02.1976   | Italien        |                        |
| František Raboň     | 26.09.1983   | Tjeckien       |                        |
| Mark Renshaw        | 22.10.1982   | Australien     |                        |
| Vicente Reynes      | 30.07.1981   | Spanien        |                        |
| Michael Rogers      | 20.12.1979   | Australien     |                        |
| Hayden Roulston     | 10.01.1981   | Nya Zeeland    | Cervélo Test Team      |
| Aleksejs Saramotins | 08.04.1982   | Lettland       | Designa Køkken         |
| Marcel Sieberg      | 30.04.1982   | Tyskland       |                        |
| Kanstantsin Siŭtsoŭ | 09.08.1982   | Belarus        |                        |
| Tejay Van Garderen  | 20.08.1988   | USA            | Rabobank Continental   |
| Peter Velits        | 21.02.1985   | Slovakien      | Team Milram            |
| Martin Velits       | 21.02.1985   | Slovakien      | Team Milram            |
| Gatis Smukulis      | 15.04.1987   | Lettland       | Ag2r-La Mondiale       |

## Team Columbia 2009
| Namn                 | Födelsedatum | Land           | Stall 2008      |
| -------------------- | ------------ | -------------- | --------------- |
| Michael Albasini     | 20-12-1980   | Schweiz        | Team Liquigas   |
| Michael Barry        | 18-12-1975   | Kanada         |                 |
| Edvald Boasson Hagen | 17-05-1987   | Norge          |                 |
| Marcus Burghardt     | 30-06-1983   | Tyskland       |                 |
| Mark Cavendish       | 21-05-1985   | Storbritannien |                 |
| Scott Davis          | 22-04-1979   | Australien     |                 |
| John Devine          | 02-11-1985   | USA            |                 |
| Gert Dockx           | 04-07-1988   | Belgien        | nybörjare       |
| Bernhard Eisel       | 17-02-1981   | Österrike      |                 |
| Bert Grabsch         | 19-06-1975   | Tyskland       |                 |
| André Greipel        | 16-07-1982   | Tyskland       |                 |
| Adam Hansen          | 11-05-1981   | Australien     |                 |
| Gregory Henderson    | 10-09-1976   | Nya Zeeland    |                 |
| George Hincapie      | 29-06-1973   | USA            |                 |
| Kim Kirchen          | 03-07-1978   | Luxemburg      |                 |
| Craig Lewis          | 01-10-1985   | USA            |                 |
| Thomas Lövkvist      | 04-04-1984   | Sverige        |                 |
| Tony Martin          | 23-04-1985   | Tyskland       |                 |
| Maxime Monfort       | 14-01-1983   | Belgien        | Cofidis         |
| Marco Pinotti        | 25-02-1976   | Italien        |                 |
| Morris Possoni       | 01-07-1984   | Italien        |                 |
| František Raboň      | 26-09-1983   | Tjeckien       |                 |
| Mark Renshaw         | 22-10-1982   | Australien     | Crédit Agricole |
| Vicente Reynès Mimo  | 30-07-1981   | Spanien        |                 |
| Michael Rogers       | 20-12-1979   | Australien     |                 |
| Marcel Sieberg       | 30-04-1982   | Tyskland       |                 |
| Kanstantsin Siŭtsoŭ  | 09-08-1982   | Belarus        |                 |